# NGC 4854
NGC 4854 est une galaxie lenticulaire relativement éloignée et située dans la constellation de la Chevelure de Bérénice. Sa vitesse par rapport au fond diffus cosmologique est de 8 652 ± 19 km/s, ce qui correspond à une distance de Hubble de 127,6 ± 8,9 Mpc (∼416 millions d'al). NGC 4854 a été découverte par l'astronome prussien Heinrich Louis d'Arrest en 1865.
À ce jour, sept mesures non basées sur le décalage vers le rouge (redshift) donnent une distance de 133,829 ± 37,004 Mpc (∼436 millions d'al), ce qui est à l'intérieur des valeurs de la distance de Hubble.
La désignation DRCG 27-58 est utilisée par Wolfgang Steinicke pour indiquer que cette galaxie figure au catalogue des amas galactiques d'Alan Dressler. Les nombres 27 et 58 indiquent respectivement que c'est le 27e amas de la liste, soit Abell 1656 (l'amas de la Chevelure de Bérénice), et la 58e galaxie de cette liste. Cette même galaxie est aussi désignée par ABELL 1656:[D80] 58 par la base de données NASA/IPAC, ce qui est équivalent. Dressler indique que NGC 4854 est une galaxie lenticulaire de type S0.

## Supernova
La supernova SN 2009L a été découverte dans NGC 4854 le 13 janvier 2009 par F. Yuan et al. dans le cadre du projet ROTSE (Robotic Optical Transient Search Experiment),. Cette supernova était de type Ia.